# Källén–Lehmann spektrális ábrázolás
A Källén–Lehmann-féle spektrális ábrázolás, vagy másképpen Lehmann-reprezentáció, általános összefüggést fejez ki a kölcsönható kvantumtérelmélet (időben rendezett) két-pont függvényeire a szabad propagátorok összegének segítségével. Egymástól függetlenül dolgozta ki Gunnar Källén (1952) svéd és Harry Lehmann (1954) német fizikus. Általánosan a következő összefüggés adja meg:
{\displaystyle \Delta (p)=\int d^{4}xe^{ipx}\langle \Omega |{\mathcal {T}}\{\Phi (x)\Phi (0)\}|\Omega \rangle =\int _{0}^{\infty }d\mu ^{2}\rho (\mu ^{2}){\frac {1}{p^{2}-\mu ^{2}+i\epsilon }},}
ahol {\displaystyle p} az impulzus, {\displaystyle \Omega } a kölcsönható kvantumtérelmélet alapállapota, a {\displaystyle {\mathcal {T}}\{\Phi (x)\Phi (y)\}} a relativisztikus kvantummezők időrendezett szorzata, illetve a {\displaystyle \rho (\mu ^{2})} pedig a spektrális sűrűségfüggvény. A spektrális sűrűségfüggvénynek pozitív definitnek kell lennie. Viszont kiemelendő, hogy a mértékelméletekben ez utóbbi feltétel nem teljesül, de a spektrális ábrázolás mégis előállítható.

## Matematikai levezetés
Egy {\displaystyle \Phi (x)} skalármező propagátorának spektrális ábrázolásának származtatásához először vegyük a kvantumállapotok egy teljes halmazát  {\displaystyle \{|n\rangle \}}. Ekkor a két-pont korrelációs függvényre átírható a következő alakra, ahol:
{\displaystyle \langle \Omega |\Phi (x)\Phi ^{\dagger }(y)|\Omega \rangle =\sum _{n}\langle \Omega |\Phi (x)|n\rangle \langle n|\Phi ^{\dagger }(y)|\Omega \rangle .}
Használjuk ki az alapállapot Poincaré-invarianciáját, amely a következő összefüggésre vezet:
{\displaystyle \langle \Omega |\Phi (x)\Phi ^{\dagger }(y)|\Omega \rangle =\sum _{n}e^{-ip_{n}\cdot (x-y)}|\langle \Omega |\Phi (0)|n\rangle |^{2}.}
Ezután bevezetjük a spektrális sűrűségfüggvényt:
{\displaystyle \rho (p^{2})=\sum _{n}\theta (p_{0})(2\pi )^{3}\delta ^{4}(p-p_{n})|\langle \Omega |\Phi (0)|n\rangle |^{2},}
ahol azt a tényt használtuk ki, hogy a két-pont korrelációs függvény, mivel {\displaystyle p_{n}} függvénye, csak a {\displaystyle p^{2}}-től függ. Emellett az összes köztes állapot rendelkezik {\displaystyle p^{2}\geq 0} és {\displaystyle p_{0}>0} tulajdonságokkal. Ebből belátható, hogy a spektrális sűrűségfüggvény valós és pozitív, szóval 
{\displaystyle \langle \Omega |\Phi (x)\Phi ^{\dagger }(y)|\Omega \rangle =\int {\frac {d^{4}p}{(2\pi )^{3}}}\int _{0}^{\infty }d\mu ^{2}e^{-ip\cdot (x-y)}\rho (\mu ^{2})\theta (p_{0})\delta (p^{2}-\mu ^{2}).}
A két integrált felcserélve a kifejezést átalakíthatjuk a következőképpen:
{\displaystyle \langle 0|\Phi (x)\Phi ^{\dagger }(y)|0\rangle =\int _{0}^{\infty }d\mu ^{2}\rho (\mu ^{2})\Delta '(x-y;\mu ^{2}),}
ahol {\displaystyle D_{F}(x-y;\mu ^{2})} a Feynman-propagátor:
{\displaystyle D_{F}(x-y;\mu ^{2})=\int {\frac {d^{4}p}{(2\pi )^{3}}}e^{-ip\cdot (x-y)}\theta (p_{0})\delta (p^{2}-\mu ^{2})}.
A CPT-tételből azt is tudjuk, hogy létezik egy ekvivalens kifejezés a {\displaystyle \langle 0|\Phi ^{\dagger }(x)\Phi (y)|0\rangle }-ra, és így jutunk el a mezők időrendezési szorzatának kifejezéséhez
{\displaystyle \langle \Omega |T\Phi (x)\Phi ^{\dagger }(y)|\Omega \rangle =\int _{0}^{\infty }d\mu ^{2}\rho (\mu ^{2})\Delta (x-y;\mu ^{2}),}
ahol
{\displaystyle \Delta (p;\mu ^{2})={\frac {1}{p^{2}-\mu ^{2}+i\epsilon }}}
a szabadrészecske propagátor.

## Fordítás
Ez a szócikk részben vagy egészben  a   Källén–Lehmann spectral representation című angol Wikipédia-szócikk ezen változatának fordításán alapul.  Az eredeti cikk szerkesztőit annak laptörténete sorolja fel. Ez a jelzés csupán a megfogalmazás eredetét és a szerzői jogokat jelzi, nem szolgál a cikkben szereplő információk forrásmegjelöléseként.

## Bibliográfia
- Weinberg, S.. The Quantum Theory of Fields: Volume I Foundations. Cambridge University Press (1995). ISBN 978-0-521-55001-7
- Peskin, Michael. An Introduction to Quantum Field Theory. Perseus Books Group (1995). ISBN 978-0-201-50397-5
- Zinn-Justin, Jean. Quantum Field Theory and Critical Phenomena, 3rd, Clarendon Press (1996). ISBN 978-0-19-851882-2